# Moufida Tlatli
Moufida Tlatli, född 5 augusti 1947 i Sidi Bou Saïd, död 7 februari 2021, var en tunisisk filmregissör och politiker.  

## Biografi
Tack vare sin filosofilärare blev hon intresserad av film, och studerade filmklippning vid den franska filmskolan IDHEC (numera La Fémis), där hon avlade examen 1968. Hon återvände till Tunisien och arbetade med klippning av en lång rad filmer, bland annat Omar Gatlato av Merzak Allouache, Les Baliseurs du désert av Nacer Khémir, Le Cantique des pierres av Michel Khleifi, och Halfaouine – bakom slöjan av Férid Boughedir. År 1994 regisserade hon sin första långfilm, Les Silences du palais, som hon skrev tillsammans med Nouri Bouzid. Filmen blev en kritikersuccé, och vann flera priser. 
Efter den tunisiska revolutionen utnämndes hon till partilös kulturminister 17 januari 2011 i en samlingsregering ledd av Mohamed Ghannouchi. Då det framkom att hon 2010 skrivit under en appell för att dåvarande presidenten Ben Ali skulle kandidera i valet 2014, fick hon avgå som kulturminister redan efter tio dagar, och ersattes av Azedine Beschaouch.

## Filmer (regi)
- 1994: Les Silences du palais (Samt el qusur)
- 2000: La Saison des hommes
- 2004: Nadia et Sarra